# Говард, Чарльз, 12-й граф Карлайл
Чарльз Джеймс Рутвен Говард, 12-й граф Карлайл, 12-й лорд Рутвен из Фрилэнда (англ. Charles James Ruthven Howard, 12th Earl of Carlisle, 12th Lord Ruthven of Freeland; 21 февраля 1923 — 28 ноября 1994) — английский дворянин, политик и пэр. Он носил титул учтивости — виконт Морпет с 1923 по 1963 год.

## Происхождение и образование
Родился 21 февраля 1923 года в Лондоне. Единственный сын Джорджа Говарда, 11-го графа Карлайла (1895—1963), и его первой жены. Бриджит Монктон, 11-й леди Ратвен из Фрилэнда (1896—1982). Он получил образование в Итонском колледже.
17 февраля 1963 года после смерти своего отца Чарльз Говард унаследовал титулы 12-го графа Карлайла (Пэрство Англии), 12-го виконта Говарда из Морпета в Нортумберленде (Пэрство Англии) и 12-го барона Дакра из Гиллексленда в Камберленде (Пэрство Англии), став членом Палаты лордов Великобритании.
17 апреля 1982 года после смерти своей матери Чарльз Говард унаследовал титул 12-го лорда Ратвена из Фрилэнда (Пэрство Шотландии).

## Карьера
Чарльз Говард участвовал во Второй мировой войне в 1942—1945 годах, служа в стрелковой бригаде, где был тяжело ранен и потерял ногу. В 1945 году он был награжден Военным крестом.
С 1965 по 1988 год он был комиссаром по лесному хозяйству. Он был назначен членом Общества дипломированных земельных агентов.

## Семья
3 октября 1945 года лорд Карлайл женился на достопочтенной Эле Хелен Элин Бомонт (27 мая 1925 — 18 февраля 2002), дочери Уэнтворта Бомонта, 2-го виконта Аллендейла, и Вайолет Люси Эмили Сили, дочери сэра Чарльза Сили, 2-го баронета. У супругов было четверо детей:
- Леди Джейн Говард (род. 28 февраля 1947)[2]
- Джордж Уильям Бомонт Говард, 13-й граф Карлайл  (род. 15 февраля 1949), старший сын и преемник отца.
- Леди Эмма Говард (род. 20 июля 1952)[2]
- Достопочтенный Филип Чарльз Уэнтворт Говард (род. 25 марта 1963)[2].

Лорд Карлайл скончался 28 ноября 1994 года в возрасте 71 года. Ему наследовал его старший сын Джордж.